# Bajram Begaj
Bajram Begaj, albanski vojaški častnik in politik, * 20. marec 1967, Rrogozhinë.
Begaj je upokojeni vojaški častnik in politik, 24. julija 2022 pa je postal predsednik Albanije. Dolga leta je deloval v albanski vojski, med julijem 2020 in junijem 2022 pa opravljal tudi funkcijo načelnika generalštaba albanskih oboroženih sil. Čeprav je politično neodvisen, je Begaja 3. junija 2022 za predsedniškega kandidata uradno predlagala vladajoča Socialistična stranka Albanije. Begaj je peti predsednik v zgodovini Albanije z vojaškim ozadjem. Pred njim so ga imeli Ahmetu Zogu, Ramiz Alia?, Alfred Moisiu in Bujar Nishani.

## Zgodnje življenje in kariera
Begaj se je rodil 20. marca 1967 v Rrogozhini. Leta 1989 je diplomiral na Medicinski fakulteti v Tirani in leta 1998 postal aktiven zdravnik. Po opravljenem strokovnem doktoratu ima naziv »izredni profesor« za področje medicine.
V svoji 31-letni vojaški karieri se je Begaj udeležil številnih izobraževalnih seminarjev in opravil tečaje na področju varnosti in obrambe, višje podiplomske medicinske šole, podiplomske specializacije iz gastrohepatologije, tečaja bolnišničnega vodenja in tečaja strateškega medicinskega vodenja v Združenih državah Amerike. Specializacijo iz medicine in zdravstveni tečaj je opravil v Grčiji.</ref>
Begaj je pred tem služil kot poveljnik Poveljstva za doktrino in usposabljanje v albanskih oboroženih silah. Opravljal je različne druge funkcije, med drugim: načelnika vojaške zdravstvene enote in namestnika vojaškega direktorja SUT, direktorja vojaške bolnišnice, direktorja zdravstvenega inšpektorata itd. Julija 2020 je bil imenovan za načelnika generalštaba albanskih oboroženih sil, funkcijo pa je prevzel pozneje istega meseca.

## Predsednik Albanije
Begaja je na mesto predsednika države albanski parlament izvolil 4. junija 2022, in sicer z 78 glasovi za, štirimi proti, en poslanec pa je bil vzdržan. 57 poslancev opozicije je glasovanje bojkotiralo, češ da je bil postopek imenovanja kandidatov nepravilen. Begaj je prisegel 24. julija 2022.

## Zasebno
Begaj je poročen z Armando Begaj, s katero ima dva sinova, Doriana in Klajdija.